# 盘菌纲
盤菌綱（英文：Pezizomycetes）是一個隸屬於真菌下子囊菌門的一個綱。